# Aiki-jō
Aiki-jō (合気杖 (hợp khí trượng)/ あいきじょう) là tên gọi được đặt một cách đặc thù cho một tập hợp kỹ thuật trong võ thuật được thực hiện với một thanh jō (một cây gậy bằng gỗ dài tầm bốn xích - khoảng 4 ft), được thực hành theo các nguyên tắc của aikido. Các kỹ thuật của jō được giới thiệu vào aikido bởi Ueshiba Morihei, người sáng lập aikido, và được phát triển sâu hơn bởi Saitō Morihiro, một trong những môn sinh nổi bật nhất của Ueshiba.

## Sự phát triển của aiki-jō
Phần lớn giáo trình của aiki-jō được phát triển bởi Ueshiba Morihei (植芝 盛平, 1883–1969) tại dojo của ông ở Iwama, Nhật Bản, cùng thời điểm khi ông phát triển việc tập luyện kiếm trong aikido (gọi là aiki-ken). Nhiều ghi chép cụ thể cho thấy Ueshiba từng học nhiều môn phái võ thuật khác nhau, bao gồm võ thuật về giáo (sōjutsu). Các kĩ thuật của aiki-jō được dạy bởi Ueshiba là một sự chắt lọc và thay đổi của việc luyện tập đó, với sự nhấn mạnh vào việc sử dụng jō như một phương pháp để tinh luyện kỹ thuật aikido tay không của mỗi người. Một số người từng luyện tập các môn phái võ thuật Nhật Bản truyền thống đã ghi nhận rằng các kỹ thuật của aiki-jō có nhiều điểm tương đồng với jukendo (đấu bằng lưỡi lê, mà Ueshiba học trong thời gian chiến tranh) hơn là các hệ thống võ thuật về thương và giáo truyền thống.
Lưu ý rằng, việc thực hành của aiki-jō không phải là phổ quát. Một số trường phái aikido kết hợp với việc luyện tập các vũ khí không liên quan đến aiki-jō, và một số khác bỏ hoàn toàn phần luyện tập vũ khí.

## Tập luyện aiki-jō
Việc tập luyện aiki-jō có thể giúp phát hiện ra các sai sót trong kỹ thuật aikido tay không của môn sinh, và tạo cơ hội để áp dụng các nguyên tắc của aikido trong những tình huống khác nhau. Saito đã soạn ra ba bộ kỹ thuật, bộ đầu tiên là 20 bài tập suburi (bài tập chém đơn), thứ hai là mười hình thức có đối tác, và thứ ba là hai kata (các thế đơn). Một số dojo cũng thực hành jiyu-waza có trang bị jō (kỹ thuật tự do, không có một hình thức tấn công và phản ứng xác định trước).

### Suburi
Suburi (素振り/ すぶり), một từ dịch theo nghĩa đen là "động tác vung gậy cơ bản", được sử dụng để chỉ các chuyển động đơn cơ bản của aiki-jō, được phát triển bởi Saito như một sự chắt lọc các thế và việc tập luyện có đối tác.
Có hai mươi aiki-jō suburi, chúng được chia làm ba nhóm phụ được đặt tên như bên dưới (tên được đặt là bản dịch tương đối):
Năm chuyển động đâm (tsuki)
1. Đâm chính diện (choku-tsuki)

2. Đâm phản đòn (返し突き kaeshi-tsuki)

3. Đâm phía sau (後ろ突き ushiro-tsuki)

4. Đâm, phản đòn hạ bộ (突き下段返し tsuki gedan-gaeshi)

5. Đâm, đánh phản đòn thượng bộ (突き上段返し打ち tsuki jōdan-gaeshi-uchi)
Năm chuyển động đánh (打ち uchi)
6. Đánh chính diện từng bước (正面打ち込み shōmen'uchikomi)

7. Đánh liên tiếp từng bước (連続打ち込み renzoku uchikomi)

8. Đánh vào đầu, phản đòn hạ bộ (面打ち下段返し men'uchi gedan-gaeshi)

9. Đánh vào đầu, đâm phía sau (面打ち後ろ突き men'uchi ushiro-tsuki)

10. Đánh ngược vào cạnh đầu, đâm phía sau (逆横面後ろ突き gyaku-yoko'men ushiro-tsuki)
Ba chuyển động một tay (片手 katate)
11. Phản đòn hạ bộ một tay (片手下段返し katate gedan-gaeshi)

12. Đánh quãng xa một tay (片手遠間打ち katate tōma-uchi)

13. Phản đòn "bát tự" một tay (片手八の字返し katate hachi-no-ji gaeshi)
Năm chuyển động "bát tướng" (八相 hassō)
14. Phản đòn, đánh "bát tướng" (八相返し打ち hassō-gaeshi uchi)

15. Phản đòn, đâm "bát tướng" (八相返し突き hassō-gaeshi tsuki)

16. Phản đòn, đâm phía sau "bát tướng" (八相返し後ろ突き hassō-gaeshi ushiro-tsuki)

17. Phản đòn, đánh phía sau "bát tướng" (八相返し後ろ打ち hassō-gaeshi ushiro-uchi)

18. Phản đòn, quét phía sau "bát tướng" (八相返し後ろ払い hassō-gaeshi ushiro-barai)
Hai chuyển động dẫn hướng (流れ nagare)
19. Đánh phản đòn dẫn hướng (流れ返し打ち nagare-gaeshi-uchi)

20. Đâm phản đòn dẫn hướng bên phải (右流れ返し突き migi nagare-gaeshi-tsuki)

### Kumijō
Dạng tập luyện có đối tác của aiki-jō được gọi là kumijō (組杖 (tổ trượng)), nghĩa là sự giao nhau/gặp nhau của những cây trượng. Có mười kumijō trong giáo trình aiki-jō của Saito. Ueshiba ban đầu đã dạy những bài tập và kỹ thuật có đối tác khác nhau với jō, và Saito ban đầu đã lập thành một loạt rời rạc gồm bảy bài tập có đối tác như vậy. Năm 1983, Saito đã được tổ chức một cuộc thao diễn công khai, và do đó đã sáng tạo thêm ba kumijō vào thời điểm đó.
Kumijō dạy các môn sinh cách kiểm soát một cách luân phiên đường trung tâm và di chuyển khỏi nó để tránh các đòn tấn công và cách hoà trộn vào các đòn tấn công của đối phương, trong số các kỹ năng khác. Các biến thể ứng tác của kumijō (gọi là henka), thường tạo ra dạng kumijō được kết thúc sớm hơn với một người giành được lợi thế bắt đầu đòn đánh hoặc ném người kia, cũng được dạy.

### Kata
Kata, có nghĩa đơn giản là "các dạng", là một loạt các kỹ thuật thường cho một người và được xác định trước, được tập luyện để chống lại một đối thủ tưởng tượng. Trong giáo trình của aiki-jō, có ba kata chính. Bài đầu tiên có tên "Sanjūichi no Jō", nghĩa là "Jō Kata ba mươi mốt điểm", và được dạy bởi Ueshiba. Bài thứ hai là "Jūsan no Jō"; "Jō Kata mười ba điểm". Bài thứ ba là "Roku no jō"; "Jō Kata sáu điểm". Cũng có các phiên bản có đối tác được biết đến rộng rãi của các dạng này, gọi là bunkai.